# Артемида Эфесская

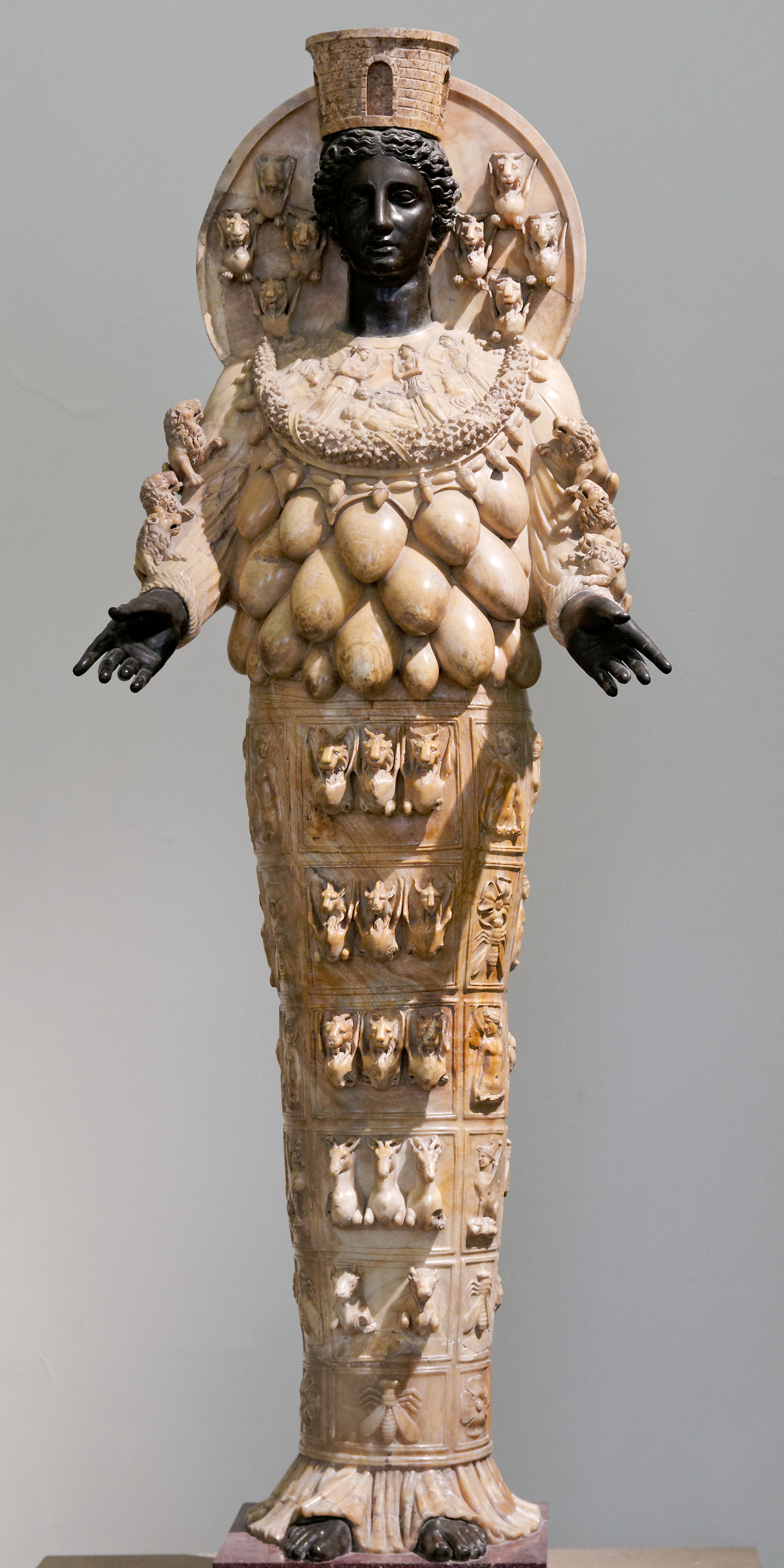
Одна из копий статуй, находится в Музее Неаполя

Артемида Эфесская — малоазийская богиня, в раннее время отождествленная с древнегреческой Артемидой, ей был посвящен знаменитый храм Артемиды Эфесской (одно из Семи чудес света античности), сожжённый в 356 г. до н. э.
Статуя Артемиды Эфесской (в Синодальном переводе «Диопет») — культовая статуя этого храма, не сохранилась, была в основе своей деревянной. В эллинистический и римский период было создано много её копий, также известны изображения на монетах города Эфес. Так что на основе утраченного первообраза возник иконографический тип статуи Артемиды, обладающий архаическими чертами — застылостью и многочисленными наростами, напоминающими сосцы.

## Культ Артемиды Эфесской
Предполагается, что Артемида Эфесская изначально была местным азиатским божеством, интегрированным в греческий пантеон путем отождествления с Артемидой. Здесь она почиталась как владычица животных и всего живого. Каллимах сообщает, что Артемида Эфесская была покровительницей амазонок (Callim. Hymn. III 237).
Происхождение Артемиды Эфесской и её культа окутано мраком, он возник ещё до того, как ионийцы поселились в юго-западной Анатолии около 1050 г. до н. э. Тем не менее, Дитер Книббе, выдающийся археолог и исследователь древнего Эфеса, предполагает, что богиню начали почитать сначала как священное дерево на юго-западных склонах горы Айясолук. Книббе пишет, что Артемида возникла как «богиня деревьев и вечный символ плодородия». Считается, что самые ранние статуи богини Айясолука были вырезаны из дерева без деталей и украшены съёмными предметами. (Во всей Западной Анатолии существовал обычай украшать и украшать архаичные культовые статуи). Согласно древним источникам, ей поклонялись под именем Ойпис Анасса (Oypis Anassa).
В какой-то неизвестный период местная анатолийская богиня была отождествлена с Артемидой и получила её имя. Когда около 550 года до н. э. царь Лидии Крез завоевал Эфес, он выдвинул местную Артемиду на положение верховного божества и финансировал первый мраморный храм, построенный в её честь. Как и большинство культов в греческом мире, культ эфесской Артемиды подвергся процессу эллинизации, и местная богиня приобрела некоторые черты и атрибуты греческой Артемиды.
Павсаний в своем «Описании Эллады» сообщает некоторые данные о богине, перемешивая их с мифами:
«По моему, по крайней мере, мнению, Пиндар не все точно знал, что касается служения богине, так как он утверждал, что её храм основали амазонки, отправляясь походом на Афины и на Фесея. Правда, что уже тогда женщины с Фермодонта принесли жертвы эфесской богине, как в этом случае издавна зная это святилище, так равным образом и тогда, когда они бежали от Геракла; ещё в более ранние времена некоторые из них, убегая от Диониса, пришли сюда в качестве молящих о защите. Ясно, что не амазонками основано это святилище; основателями были Корес, „землею рождённый“, местный житель, и Эфес, — считают, что Эфес был сыном реки Каистра, — вот кто были основатели святилища, и по имени Эфеса дано и название городу. Жители этой страны были отчасти лелеги, ветвь карийского племени, но большинство населения составляли лидийцы. Кроме того, вокруг этого святилища жило много разного народа, пришедшего молить богиню о защите, в том числе и женщины из племени амазонок (…) Работы того же Дамофонта у мессенян статуя <Артемиды>, именуемая Лафрией. Почитание её установлено у них по следующему поводу. У калидонян Артемида, которую они чтут больше всех других богов, носит наименование Лафрия; получив Навпакт от афинян, мессеняне стали жить очень близко от пределов Этолии и потому заимствовали культ этой богини от калидонян. Внешний вид её я опишу в другом месте. Наименовании Лафрии проникло только к мессенянам и ахейцам из Патр; все другие города именуют её Артемидой Эфесской, и отдельные лица чтут её выше всех других богов. Причиною этого, как мне кажется, является, во-первых, слава амазонок, которые, по преданию, воздвигли эту статую, и, во-вторых, то обстоятельство, что этот храм сооружен в древнейшие времена. Кроме этих двух причин ещё три других сильно способствовали распространению её славы, это — размеры храма, превосходящего все человеческие сооружения, процветание города Эфеса и то исключительное положение, которым пользуется здесь богиня (…) …жрицу и жреца, которые в течение всей своей жизни должны соблюдать чистоту не только в половых сношениях, но и во всем остальном; ни в их купальнях и омовениях, ни в остальном образе жизни они не похожи на остальных людей; они даже не входят в дома частных лиц. Я знаю другой такой же случай, когда подобную жизнь, но не свыше года, проводят у эфесцев те, которые становятся гистиаторами (принимающими гостей) Артемиды Эфесской. Согражданами они называются эссенами».
Празднество в честь Артемиды в Эфесе со временем стало более популярным, чем Панионии «в качестве религиозного центра малоазиатских городов. Празднество сопровождалось конными, гимническими и музыкальными состязаниями и привлекало из разных городов множество посетителей, которые съезжались с женами и детьми и приносили богине богатые дары и жертвы (Дион. Гал. ιV, 25). Празднеством заведовали так называемые εσσηνες (Павc. Vιιι, 13, 1). Жрецами богини здесь были евнухи, называвшиеся μεγαβυζοι и пользовавшиеся величайшим почетом (Страб. XιV, 641); были также жрицы, проходившие три степени посвящения: жрица низшей степени называлась μελλιερη, второй — ιερη, третьей — παριερη (πλυτ. αν σενι σιτ. γερ. ρεσπ. 24)».
Как и другие святилища, храм Артемиды обладал правом убежища. Антонием право защиты было распространено на целый окружающий его квартал, из-за этого он сделался даже опасен для города, так как в него стали стекаться злодеи в надежде на безопасность, вследствие чего Август принужден был отменить дарованную Антонием льготу (Страбон, XIV, 641).

### Утраченный первообраз

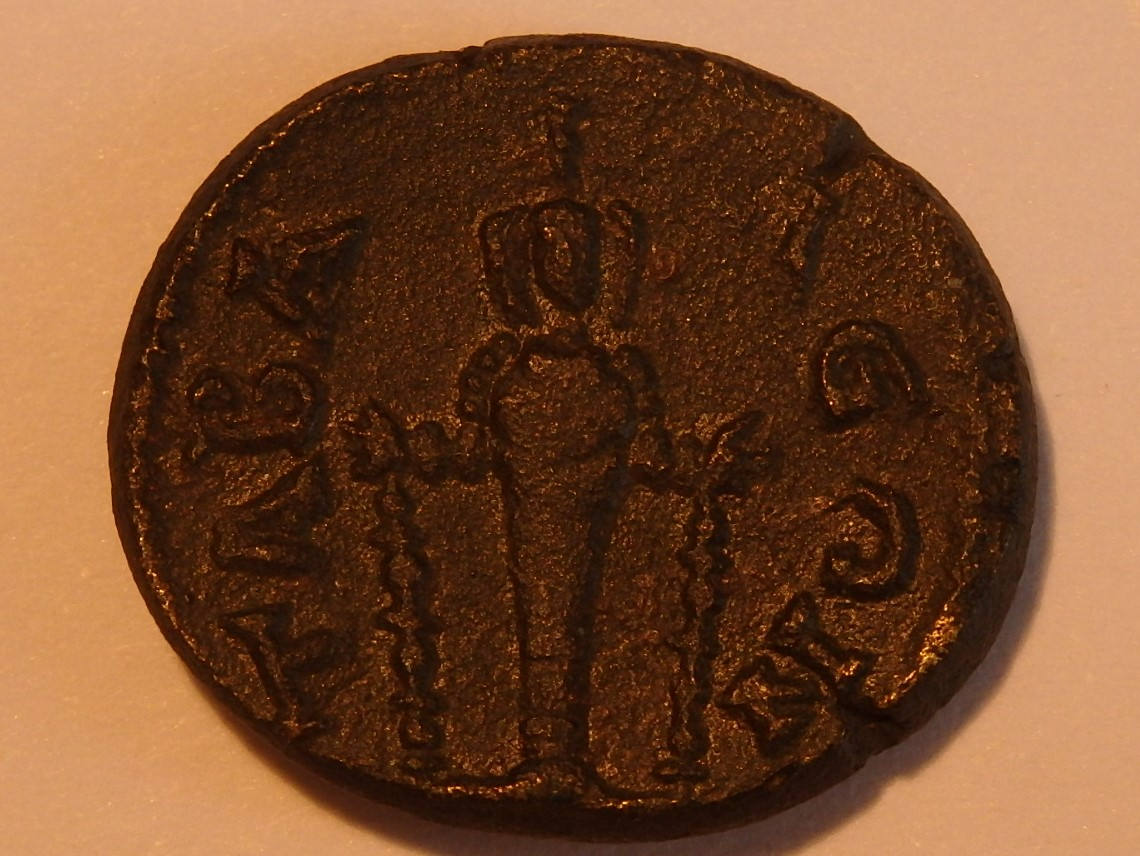
Изображение статуи с гирляндами (?) в руках на лидийской монете

Артемида Эфесская была культовой статуей знаменитого храма. Вероятно, вначале её почитали в виде архаичного, доэллинского культового изображения, которое, по некоторым сведениям, представляло собой ксоан — деревянную скульптуру, украшенную драгоценными камнями. Упоминание в Новом Завете о том, что она упала с неба, плюс материал дерево подтверждают версию о принадлежности к этому типу древнейших статуй. Каллимах в гимне «К Артемиде» (ст. 238) говорит, что статуя была поставлена под буковым пнём (φηγου υπο πρεμνω).
Как сообщают древние авторы, около 550 года до н. э. (видимо, из-за строительства храма) знаменитым полумифическим скульптором по имени Эндой была вырезана новая культовая статуя Артемиды. Считается, что эта статуя имела облик обычной молодой женщины без украшений. Как выглядела статуя до пожара, неизвестно; неясно, уцелела ли она при пожаре, или вместо неё был создан новый образ, по той же иконографии (что более правдоподобно), либо по другой. Многие считают многогрудую культовую статую Артемиды поздней.
Со временем культ Артемиды Эфесской менялся, становясь более эллинистическим, вероятно, менялись и съемные украшения. Считается, что около 150 г. до н. э. её облик устоялся. Самый ранний датированный пример этой иконографии найден на кистофорах, отчеканенных в Эфесе в 133 г. до н. э.
Плиний Старший в I веке н. э. повторяет, что статуя в храме, теперь уже восстановленном, тоже деревянная:
…Относительно самого изображения богини сведения разные. Все прочие передают, что оно из эбенового дерева, а Муциан, трижды консул, один из тех, кто писал, видев изображение вблизи, передает, что оно из виноградной лозы и никогда не заменялось, хотя храм восстанавливался семь раз, и что эту древесину выбрал Эндой, — он называет даже имя художника, чему я лично удивляюсь, так как он тем самым относит это изображение к более древнему времени, чем даже изображение Минервы, а не только Отца-Либера. Он добавляет, что в него вливают через многие отверстия нард, чтобы эта целебная жидкость питала древесину и сохраняла плотными швы, — я и тому тоже удивляюсь, что в таком довольно небольшом изображении есть швы, — и что дверные створки сделаны из кипариса, и вот уже почти 400 лет вся древесина продолжает оставаться как новая.
(Плиний Старший. «Естественная история», XVI 213—215).
По сообщению Витрувия (II, 9, 13), статуя Артемиды и лакунарии (кассеты) храма в Эфесе сделаны из кедрового дерева. Когда Ксенофонт («Анабасис», V, 3, 12) построил в своем имении в Скиллунте (около Олимпии, в Пелопоннесе) маленький храм Артемиды Эфесской — копию храма в Эфесе, он поставил там статую Артемиды из кипарисового дерева. Он пишет об оригинальной статуе как о «золотой», однако по всей видимости, статуя (и до и после пожара) была не из золота, а почти вся была покрыта золотым украшением.
Среди других статуй, известных в античности, упоминается, что её другая деревянная статуя находилась в авентинском храме в Риме («Авентинская Диана»). Поклонялись ей и в Мессалии, что было связано с тем, что храм Артемиды Эфесской был символом ионического союза. Павсаний пишет, что храм Артемиды Эфесской был в Алее, и что статуя её была ещё в Мегалополе, в Коринфе.

### Диопет
Храм и богиня упоминаются в Новом Завете, в рассказе об апостоле Павле, подвизавшемся в Эфесе:
- Деян. 19:28: «Выслушав это, они исполнились ярости и стали кричать, говоря: велика Артемида Ефесская!»
- Деян. 19:35:. «Мужи Ефесские! какой человек не знает, что город Ефес есть служитель великой богини Артемиды и Диопета?». Это синодальный перевод, который не отражает упоминание в оригинальном тексте типичное для ксоанов падение статуи с неба. Согласно переводу «РБО. Радостная весть» эта фраза звучит как: «…Есть ли хоть один человек, которому было бы неизвестно, что город Эфес является хранителем храма великой богини Артемиды и её священного изображения, упавшего с неба?». Другой современный перевод, автор которого знал об омфалосе, но не знал о ксоанах, звучит как: «…Кто на свете не знает, что город Ефес — хранитель храма великой Артемиды и священного камня, упавшего с небес?»[18] В оригинале (вариант) «και του Διοπετούς αυτής αγάλματος»[19], где Диопет — это «упавший с неба»[20][21] (Dis — Зевс + форма инфинитива pipto — падать)[22].

Фигурирующее в Синодальном переводе слово «Диопет» встречается в толковых словарях на библейскую тему, где оно объясняется близко к верному смыслу: «возможно, неточный перевод слова „Юпитер“ (в оригинале: „и её образа, упавшего с неба“ или „от Юпитера“)», «статуя богини Артемиды, или Дианы, в Ефесском храме, по народному преданию, получившая происхождение от Юпитера или Зевса», «идол Дианы в Ефесе», «упавшего от Зевса. Этим именем означается статуя Артемиды в Ефесском храме, так как она, по народной легенде, упала с неба — от Зевса». Тем не менее, в комментарии иногда проникает некий вымышленный камень, например, «считается, что в районе Ефеса упал каменный метеорит, на котором люди нашли похожее на Артемиду изображение».

## Описание
У копий могут варьироваться детали, но общий тип един. Артемида Эфесская — изображение женского божества в статичной, строго вертикальной позе, напоминающей столб и, возможно, происходящей от типологии ксоана. Эти черты сближают эту иконографию с ближневосточными и древнеегипетскими божествами, а не с классической греческой скульптурой.
Её руки вытянуты вперед. В них она могла держать по голове лани, или с них могут свисать ленты (повязка с ниспадающими концами). Также на монетах богиня опирается на посох из переплетённых змей или уробороса. Кроме двух ланей, фигуру Артемиды могли обрамлять ульи.
На голове иногда — корона в форме башни, иногда с воротами. На монетах, чеканившихся в Эфесе, богиня носит corona muralis (с зубцами стен), что являлось атрибутом Кибелы как защитницы городов (месопотамский и сирийский мотив, ставший популярным в эллинистическую эпоху). Также встречается изображение её храма. Существуют варианты, где использован обычный головной убор полос, плетеная перевернутая «корзина». Также встречается термин калаф, головной убор — символ плодородия в виде корзины. Выражение лица ничем не примечательно, черты лица в дошедших копиях типовые для античной скульптуры.
Позади головы — диск (или головное покрывало). Диск мог обозначать луну. В неаполитанской копии он украшен протомами (полуфигурами) животных — крылатых львов; там же видно ожерелье, также в форме диска, на котором изображены несколько знаков Зодиака, обозначающие период от марта (время посева) до августа (время сбора урожая) — Овен, Телец, Близнецы, Рак, Лев. Вместо львов могут встречаться изображения Побед, что возможно более новый мотив. Артемида Эфесская является единственным божеством греко-римского мира, чьими атрибутами стал классический Зодиак. Зодиакальное ожерелье Артемиды, возможно, означает, что она обладала властью и силой, превосходящей космические силы и судьбу, предначертанную звездами, хотя этому противоречит отчетливая связь указанных месяцев с периодом плодородия..
Нагрудник украшали гирляндой (из семян, орехов) и желудями.
На бюсте расположено несколько (обычно 4) ряда «грудей» (см. ниже). Однако в полихромных копиях они выполняются из того же материала, как и вся одежда, в то время, как голова, руки и ступни делаются из чёрного камня или темной бронзы — поэтому считают, что культовая статуя Артемиды Эфесской была сделана из дерева и сплошь покрыта золотом, за исключением карнации, которая, как полагают, почернела от вливавшегося масла (нарда).
Нижняя часть одеяния богини — тугая юбка, называемая ependytēs. Внизу юбки находится оборка, из-под которой выглядывают обнаженные ступни. Эта одежда совершенно не похожа на одежду других богинь греческого мира. Она более типична для анатолийских богов, так же, как и жесткая вертикальная поза статуи с руками, согнутыми в локтях под прямым углом.
Юбка разделена на несколько ярусов, также украшенных изображениями голов или полуфигур животных. Это могут быть как мифические, так и реальные звери, некоторых даже бывает трудно идентифицировать: обычно можно опознать львов, грифонов, лошадей, быков и пчел. Пчелы были важным символом города, который встречается на его монетах. Фигурами животных украшаются и рукава. По копиям считают, что они воспроизводят оригинал, существовавший в металле. В Илиаде (XXI..470) она именуется «Артемида, зверей господыня» — этот эпитет и идея, стоящая за ним, по-видимому, были приписаны эфесской Артемиде в эллинистический период. Эфесская богиня покрыта и окружена животными и, как считалось, имеет власть над ними.

### Груди
Предметы, похожие на виноградную гроздь, покрывающие грудь богини, традиционно принято интерпретировать как многочисленные сосцы, символизирующие плодовитость богини. Эта интерпретация идёт с поздней античности и привела к тому, что её стали называть Diana Efesia Multimammia и другими подобными эпитетами, типа Многогрудая, Полимастос (πολύμαστος). Однако соотнесение этих частей с грудями не встречается у античных языческих авторов, оно появляется только у христиан: впервые это отмечается в христианской литературе III—IV вв. н. э.
С 1970-х годов эта точка зрения поставлена под сомнение, возможно, это — вообще не анатомические детали. У них отсутствуют собственно соски, кроме того, они отличаются по цвету от «тела» богини (см. выше).
Возможно, это были украшения, которые были ритуально помещены на первоначальной статуе (возможно, тестикулы жертвенных быков), мутировавшие в поздних копиях в органично включенные в её облик элементы. Так считает Книббе и некоторые другие.
Тыквы также считались в Малой Азии символами плодородия, это могут быть они. При археологических раскопках 1987-8 годов Антоном Баммером (Anton Bammer) были обнаружены подходящие предметы из янтаря, в форме тыквы или капли, эллиптические в поперечном сечении и просверленные для подвешивания. Раскопки происходили на месте, где в VIII веке до н. э. первоначальная статуя погибла при наводнении, то есть они относятся к геометрическому периоду.
Подобные выпуклости были обнаружены на двух фигурах IV века до н. э. с изображением мужчины, бога Зевса Лабранды. (Лабранда находится в 120 км к югу от древнего Эфеса.) Лабранда и Эфес были заселены карийцами до вторжения греков с Ионического моря. Таким образом, эти овальные объекты, возможно, были характерны для некоторых карийских божеств начиная со 2 тысячелетия до н. э.
Поскольку западная Анатолия была ранее заселена хеттами, Сара П. Моррис предполагает, что овальные предметы — это кожаные мешочки из козьей кожи, называемые kurša, которые хетты считали фетишами. Есть версия, что это увеличенные изображения яиц пчёл, тем более, что изображения этих насекомых покрывают одежду богини. В греческом мире считалось, что пчёлы размножаются бесполым путем, и они стали символом целомудрия. Кроме того, пчёлы были символом Эфеса и появляются на эфесских монетах.

## Живопись

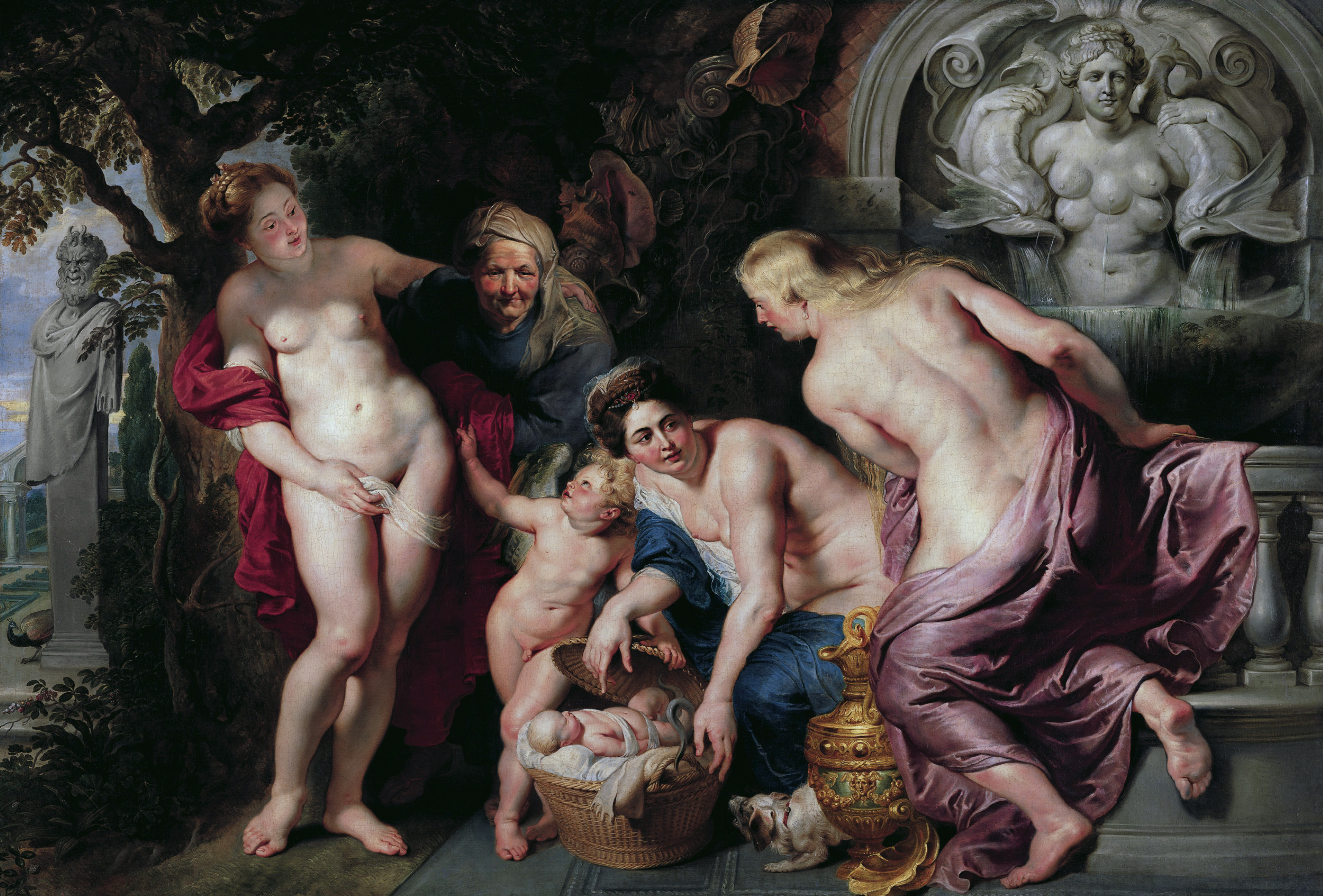
Рубенс. «Обнаружение Эрихтония дочерьми Кекропа»

В нидерландской живописи XVII века встречается нестандартное употребление изображения статуи. Афинского царя Эрихтония, рождённого Землей-Геей, изображали в младенческом возрасте: три сестры-царевны открывают корзину, из которой, разворачиваясь, выползает змея, а внутри лежит младенец. Мать-Земля в этой сцене может быть обозначена многогрудой статуей Артемиды Эфесской, как богини плодородия.